# Кубок УРСР з футболу 1973
21-й розіграш кубка УРСР з футболу проходив у листопаді 1973 року. У турнірі брали участь 27 команд.
До фіналу пройшли «Зірка» (Кіровоград) і «Спартак» (Івано-Франківськ). У вирішальному поєдинку кіровоградські футболісти здобули перемогу з мінімальним рахунком.

## 1/16 фіналу
Матчі першого етапу відбулися 1-го листопада.
| Місто        | Команда                   | Рахунок      | Команда                    |
| ------------ | ------------------------- | ------------ | -------------------------- |
| Ужгород      | «Говерла» (Ужгород)       | 0:0 (п. 5:3) | «Колос» (Полтава)          |
| Кривий Ріг   | «Кривбас» (Кривий Ріг)    | 2:0          | «Авангард» (Севастополь)   |
| Тернопіль    | «Будівельник» (Тернопіль) | 1:2          | «Локомотив» (Вінниця)      |
| Хмельницький | «Динамо» (Хмельницький)   | 7:2          | СК (Чернігів)              |
| Луцьк        | СК (Луцьк)                | 3:0          | «Буковина» (Чернівці)      |
| Рівне        | «Авангард» (Рівне)        | 1:0          | «Фрунзенець» (Суми)        |
| Сімферополь  | «Таврія» (Сімферополь)    | -:+          | «Шахтар» (Кадіївка)        |
| Херсон       | «Локомотив» (Херсон)      | 2:1          | «Суднобудівник» (Миколаїв) |
| Маріуполь    | «Металург» (Маріуполь)    | 0:2          | «Шахтар» (Горлівка)        |
| Кіровоград   | «Зірка» (Кіровоград)      | 3:1          | «Хімік» (Сєвєродонецьк)    |
| Макіївка     | «Шахтар» (Макіївка)       | 2:1          | «Локомотив» (Донецьк)      |

## 1/8 фіналу
Матчі другого етапу відбулися 6-го листопада.
| Місто        | Команда                  | Рахунок      | Команда                      |
| ------------ | ------------------------ | ------------ | ---------------------------- |
| Ужгород      | «Говерла» (Ужгород)      | 0:0 (п. 2:3) | «Чорноморець» (Одеса)        |
| Луцьк        | СК (Луцьк)               | 1:2          | «Металіст» (Харків)          |
| Вінниця      | «Локомотив» (Вінниця)    | 4:0          | «Кривбас» (Кривий Ріг)       |
| Хмельницький | «Динамо» (Хмельницький)  | 0:1          | «Спартак» (Івано-Франківськ) |
| Кадіївка     | «Шахтар» (Кадіївка)      | 1:3          | «Авангард» (Рівне)           |
| Горлівка     | «Шахтар» (Горлівка)      | 2:2 (п. 4:5) | «Локомотив» (Херсон)         |
| Кіровоград   | «Зірка» (Кіровоград)     | 2:0          | «Металург» (Запоріжжя)       |
| Житомир      | «Автомобіліст» (Житомир) | +:-          | «Шахтар» (Макіївка)          |

## 1/4 фіналу
Матчі третього етапу відбулися 10-го листопада.
| Місто             | Команда                      | Рахунок | Команда               |
| ----------------- | ---------------------------- | ------- | --------------------- |
| Житомир           | «Автомобіліст» (Житомир)     | 1:2     | «Зірка» (Кіровоград)  |
| Одеса             | «Чорноморець» (Одеса)        | 1:4     | «Локомотив» (Вінниця) |
| Харків            | «Металіст» (Харків)          | 1:0     | «Локомотив» (Херсон)  |
| Івано- Франківськ | «Спартак» (Івано-Франківськ) | 1:0     | «Авангард» (Рівне)    |

## Півфінал
Півфінальні матчі відбулися 14-го листопада.
| Місто      | Команда               | Рахунок | Команда                      |
| ---------- | --------------------- | ------- | ---------------------------- |
| Вінниця    | «Локомотив» (Вінниця) | 0:1     | «Спартак» (Івано-Франківськ) |
| Кіровоград | «Зірка» (Кіровоград)  | 4:0     | «Металіст» (Харків)          |

## Фінал
| 18.11.1973 |

| «Зірка» (Кіровоград) | 1 – 0 | «Спартак» (Івано-Франківськ) |
| -------------------- | ----- | ---------------------------- |
| Дейнега              |       |                              |

| Київ Арбітр: Костянтин Вихров (Київ) |

«Зірка»: Будчаний, Олег Бондаренко, Порошин, Хропов, Євген Шпаловий, Олександр Дейнега, Родін, Віктор Кащей, Олександр Котов (Олександр Іщенко), Валерій Притулін, Віктор Ступак (Анатолій Шелест). Старший тренер — Віктор Жилін.
«Спартак»: Василь Кириченко, Богдан Копитчак, Богдан Горичок, Петро Кушлик, Юрій Єськін, Степан Рибак, Тарас Шулятицький (Василь Діфес), Степан Чопей, Ігор Дирів, Віктор Аністратов (Тарас Самуляк). Старший тренер — Віктор Лукашенко.